# Lijst van Nederlandse deelnemers aan de Olympische Winterspelen van 1960
Dit is een lijst van Nederlandse deelnemers aan de Winterspelen van 1960 in Squaw Valley.
| Olympiër           | Sport       | Onderdeel                        | Ervaring  |
| ------------------ | ----------- | -------------------------------- | --------- |
| Jeen van den Berg  | schaatsen   | 5000 meter 10000 meter           | 2e Spelen |
| Kees Broekman      | schaatsen   | 5000 meter 10000 meter           | 4e Spelen |
| Sjoukje Dijkstra   | kunstrijden | individueel                      | 2e Spelen |
| Wim de Graaff      | schaatsen   | 500 meter 1500 meter             | 2e Spelen |
| Henk van der Grift | schaatsen   | 500 meter 1500 meter             | debutant  |
| Joan Haanappel     | kunstrijden | individueel                      | 2e Spelen |
| Jan Pesman         | schaatsen   | 500 meter 5000 meter 10000 meter | debutant  |